# NGC 579
NGC 579 ist eine Spiralgalaxie vom Hubble-Typ Sc im Sternbild Dreieck am Nordsternhimmel. Sie ist schätzungsweise 229 Millionen Lichtjahre von der Milchstraße entfernt und hat einen Durchmesser von etwa 100.000 Lichtjahren. Im selben Himmelsareal befinden sich u. a. die Galaxien NGC 582 und NGC 608.
Die Typ-IIn(pec)-Supernova SN 2007pk wurde hier beobachtet.
Das Objekt wurde am 22. November 1827 vom britischen Astronomen John Herschel entdeckt.